# Charlotte Köhler (Schauspielerin)

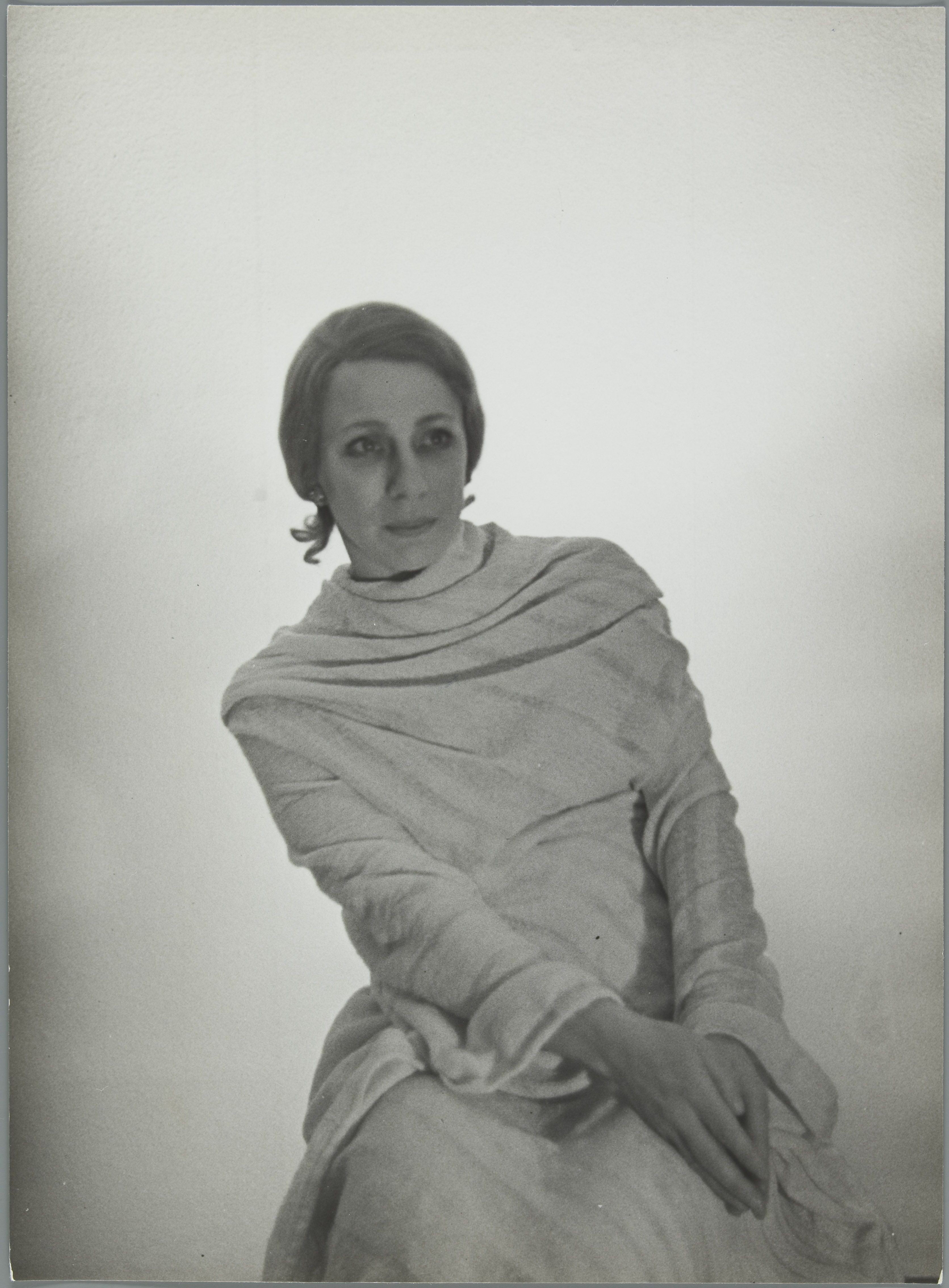
Charlotte Köhler

Charlotte Theresia Catharina Köhler (geboren 15. März 1892 in Amsterdam; gestorben 18. September 1977 ebenda) war eine niederländische Schauspielerin und Vortragskünstlerin.

## Leben
Charlotte Köhler wurde am 15. März 1892 in Amsterdam geboren. Sie war die Tochter des Kellners Pieter Johannes Leopold Köhler (1862–1920) und Louisa Brink (1858–1945) und das vierte der fünf Kinder des Paares. Sie hatte eine Kindheit, die von Armut und Lieblosigkeit geprägt war. Ihr Vater war freundlich, aber schwach, ihre Mutter streng und herrschsüchtig. Nach der Grundschule arbeitete sie in einer Hutwerkstatt, wo sie ihren Kolleginnen mit großer Begeisterung vorlas. Inspiriert durch eine Aufführung Theo Mann-Bouwmeesters nahm sie 1908 Kontakt zum Theaterdirektor und Bühnenmanager Willem Royaards auf, der sie als Freiwillige aufnahm. Sie erhielt intensiven Nachhilfeunterricht und konnte so die Schauspielschule besuchen, wo sie 1917 ihr Diplom erhielt.

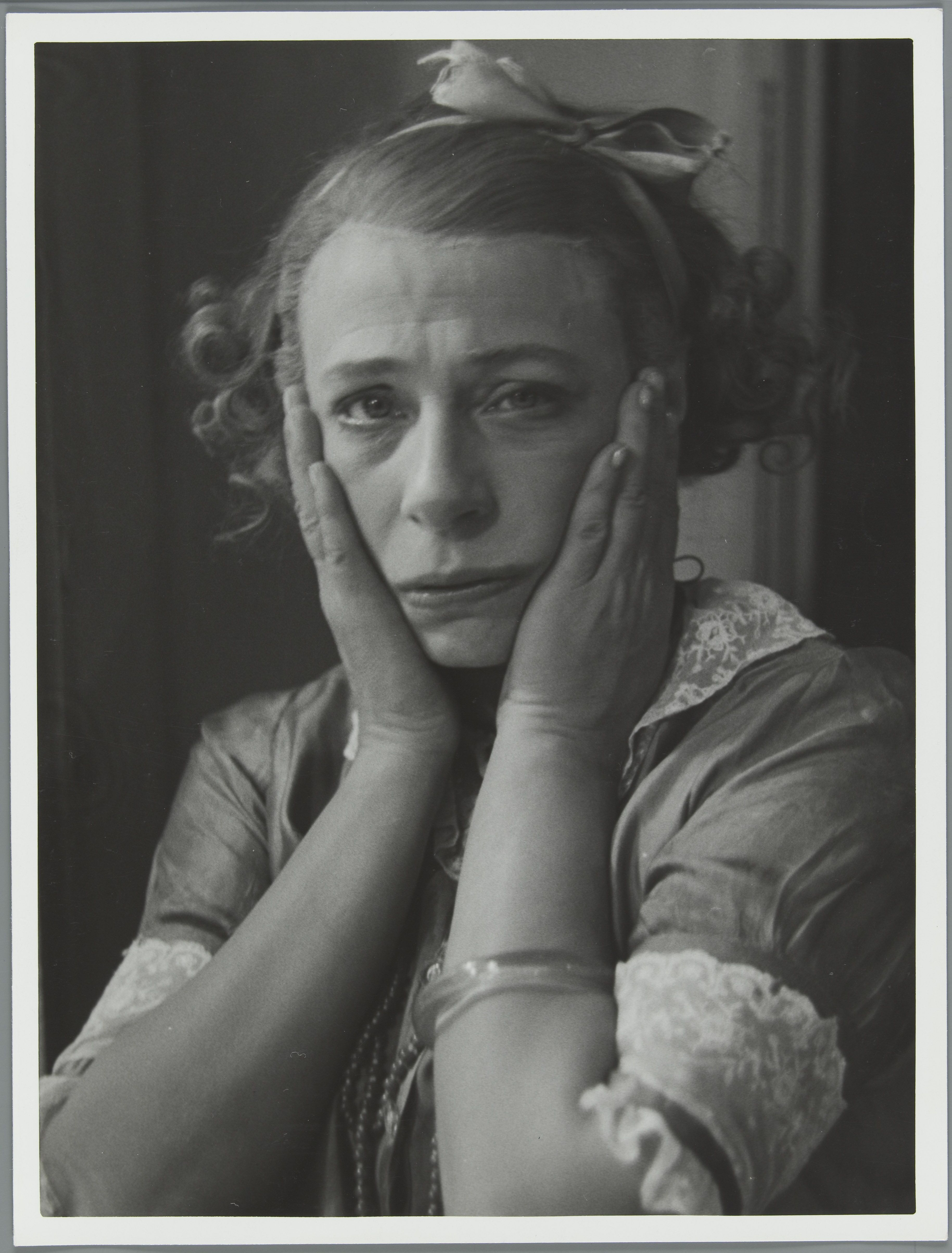
Charlotte Köhler als Filomeentje, 1939

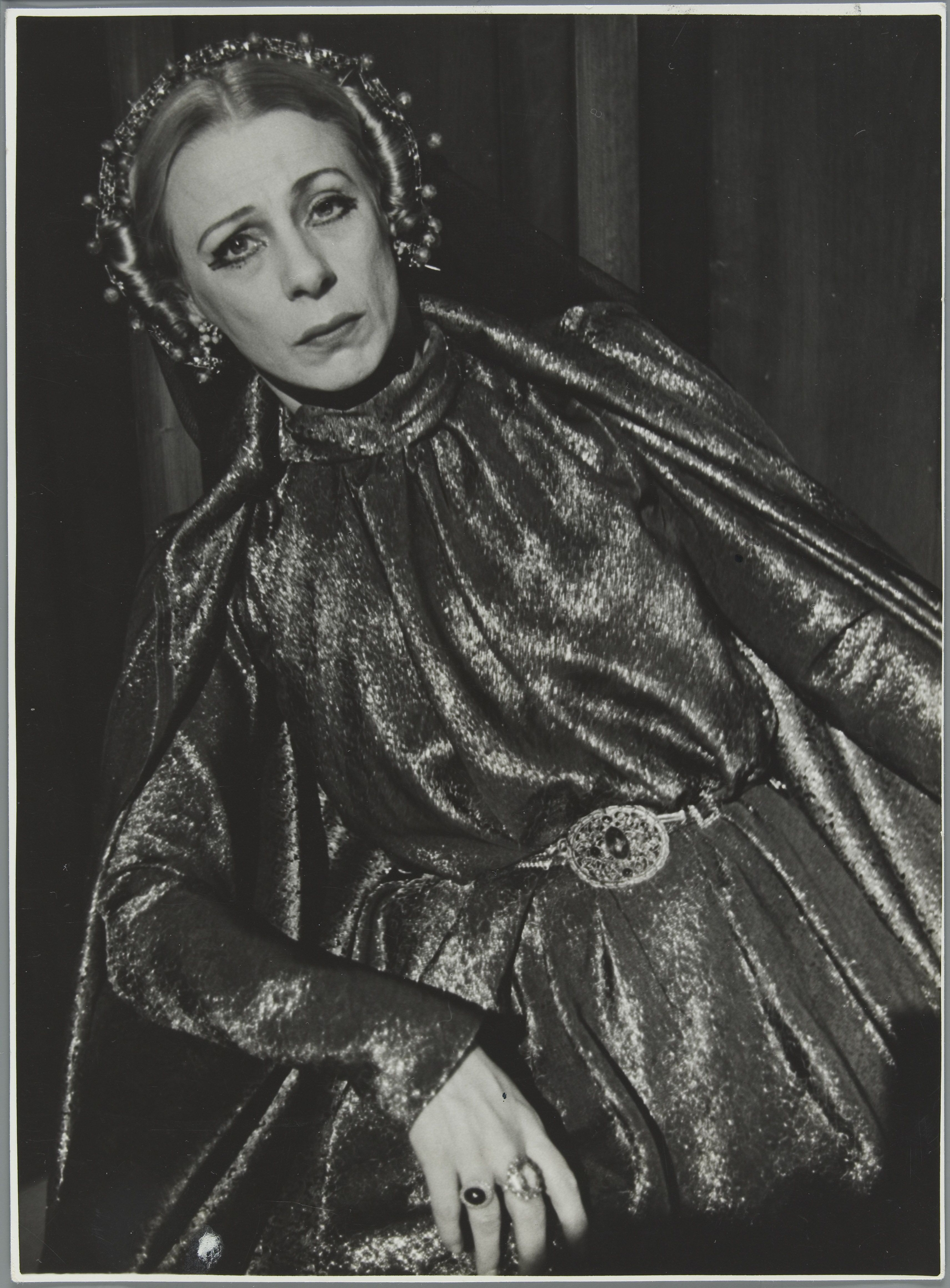
Charlotte Köhler als Bedeloch, 1948

Zunächst spielte sie viele Nebenrollen bei der Koninklijke Vereeniging Het Nederlandsch Tooneel. Ihre ersten großen Rollen spielte sie in Der Kaufmann von Venedig von Shakespeare, „Freuleken“ von Herman Roelvink und „Ostern“ von August Strindberg. Über ihr Spiel in „Ostern“ schreib der Kritiker Top Naeff, dass Köhler „die Flamme“ besaß wie keine andere: Sie konnte ein ekstatisches Mädchen aus Orléans ebenso gut spielen wie Kniertje in Op hoop van zegen. Der Durchbruch blieb jedoch aus und am 14. Dezember 1920 heiratete Köhler in Maastricht den Bühnenautor Maria André Antoine August Defresne. Die Ehe wurde am 19. Juni 1937 in Maastricht geschieden, jedoch ermutigten sie sich gegenseitig stets stark in ihrer künstlerischen Laufbahn. Im Jahr 1925 fand Köhler schließlich in Berlin eine Anstellung als Filmkomparse. Sie sah Theaterstücke Autoren wie Bertolt Brecht und lernte den neuen Schreib- und Schauspielstil des Expressionismus kennen. Zurück in den Niederlanden wandte sie diese Technik als Konzertkünstlerin an und entwickelte dieses traditionelle Genre zu einer zeitgenössischen Form des Solotheaters. Der Durchbruch gelang ihr 1929 mit Fjodor Dostojewskis „Die Sanfte“, das sie 28 Mal „rezitierte“. Dennoch sah sie sich weiterhin in erster Linie als Schauspielerin.
In den Jahren 1929 bis 1930 wurde Charlotte Köhler unter der Leitung von Defresne von Albert van Dalsum und Wynand Frans engagiert, die als erste das expressionistische Theater auf die Bühne brachten. Auch in den folgenden Ensembles von Van Dalsum trat sie mit ihrem ekstatischem, leidenschaftlichem und manchmal exaltiertem Spiel auf. In den Jahren 1929–1940 spielte sie 31 Rollen als „Primadonna“ mit Van Dalsum als ihrem regelmäßigen Co-Star, darunter ihre wichtigsten und erfolgreichsten, in Stücken von Autoren wie Eugene O’Neill und Luigi Pirandello. Köhler führte auch weiterhin ihre inzwischen äußerst beliebten Theatersolos auf. Die Einnahmen aus ihrem Solotheater waren eine wichtige „Subventionsquelle“ für ihre Theaterprojekte. Mit wenigen Ausnahmen wurden alle dieser Stücke von Defresne inszeniert. Ihre Arbeit als Schauspielerin stellte sie 1942 ein, da sie sich weigerte in die „Kultuurkamer“ der deutschen Besatzer einzutreten. Nach der Befreiung am Ende des Zweiten Weltkriegs änderte sich die Zusammenarbeit zwischen ihr, Van Dalsum und Defresne, die nun mit Joost Sternheim zusammenarbeiteten. Köhler kam zunächst als Schauspielerin zu dieser Truppe, empfand die künstlerischen Kompromisse jedoch als zu groß. 1951 wechselte sie zu Ko Arnoldis Rotterdamer Theater, wo sie unter anderem mit Ko van Dijk spielte.
Ab 1953 widmete sie sich wieder dem Solotheater. Anlässlich ihres 25. Solostücks, Yvette von Guy de Maupassant (1957), erhielt sie eine große Hommage. Ihre Solodarbietung von Anton Tschechows „In der Schlucht“ war die Krönung ihrer Karriere. 1965 beendete sie im Alter von 73 Jahren ihre Karriere nach einem Herzinfarkt. 1970 heiratete sie erneut den Architekten Hendricus Theodorus Wijdeveld (1885–1987). Sieben Jahre später starb Charlotte Köhler am 18. September 1977.